# Robotboy
Robotboy (Roboboy no Brasil) é uma série de desenho animado estadunidense-britânica-francesa produzida pelo Cartoon Network Studios, em parceria com a Alphanim, LuxAnimation e France 3. No Brasil, foi exibido pelo Cartoon Network e pela TV Globo, na TV Xuxa e no Festival de Desenhos. Em Portugal, foi exibido pelo Cartoon Network na versão em inglês. A série estreou em 1 de novembro de 2005 no Cartoon Network dos Estados Unidos.

## Sinopse
Robotboy é um desenho que se baseia na vida de Tommy Turnbull e Roboboy, que são constantemente perseguidos pelo doutor Kamikaze e seu ajudante trapalhão Constantine, que querem pegar Roboboy para dominar o mundo.

## Personagens Principais
- Robotboy - Ele é um robô azul de alta tecnologia que obtêm os poderes de um lutador e de um garoto normal e que tem emoções que permitem que ele tenha um melhor potencial na luta, o que faz com que ele obtenha o poder da super ativação; que o deixa bem mais poderoso do que seu estado normal.

- Tommy Turnbull - Tommy é um garoto com poucos amigos e infeliz, mas quando Robotboy chegou, sua vida mudou. Agora ele tem um grande amigo e grandes missões: proteger Robotboy e torna-lo um menino de verdade.

- Gus - Ele tem uma incrível fonte de estupidez e é muito apaixonado por doces. Sua estupidez e sua grande paixão por açúcar muitas vezes fazem com que o Robotboy caia nas mãos do Dr. Kamikazi. Ele é o melhor amigo de Tommy.

- Lola Mbola - Ela é a filha de um embaixador africano. É apaixonada por Tommy, mas mantém isso em segredo. Fica muito brava quando vê Bambi, uma menina por quem Tommy é apaixonado.

- Professor Moshimo - Ele é um incrível inventor de robôs, o qual inventou Robotboy. De vez em quando ele ajuda Tommy e seus amigos na manutenção do Robotboy e em resgatá-lo do Dr. Kamikazi.

- Kamikazi - Ele é um vilão que vive perseguindo e tentando capturar Robotboy, para poder dominar o mundo. Ele constrói vários robôs e cria diversas criaturas para poder capturar o Robotboy, mas nunca consegue. Ele é o maior inimigo de Tommy e de seus amigos.

- Constantine - Ele é o ajudante fiel e um pouco atrapalhado do Dr. Kamikazi. Ele faz de tudo para poder agradar e proteger seu chefe, mas normalmente é acusado dos planos do Dr. Kamikazi não darem certo.

## Dubladores
A dublagem foi realizada pela Som de Vera Cruz, no Rio de Janeiro
- Tommy Turnbull: Luciano Monteiro
- Robotboy: Gabriel Borba
- Gus: Erick Bougleux
- Lola Mbola: Hannah Buttel
- Professor Moshimo: Jorgeh Ramos
- Dr. Kamikazi: Isaac Schneider
- Constantine: José Luiz Barbeito